# China Open 2024
Il China Open 2024 è stato un torneo di tennis giocato sui campi di cemento all'aperto. È stata la 23ª edizione del torneo maschile, facente parte della categoria ATP 500 nell'ambito dell'ATP Tour 2024, e la 25ª del torneo femminile, facente parte della categoria WTA 1000 nell'ambito del WTA Tour 2024. Gli incontri maschili si sono disputati dal 26 settembre al 2 ottobre 2024, mentre quelli femminili dal 25 settembre al 6 ottobre 2024. Entrambi i tornei si sono giocati all'Olympic Green Tennis Centre di Pechino, in Cina. Questa è stata la prima edizione del torneo femminile giocata in due settimane con il tabellone aumentato a 96 giocatrici.

## Partecipanti ATP

### Teste di serie
| Nazionalità | Giocatore        | Ranking* | Testa di serie |
| ----------- | ---------------- | -------- | -------------- |
| Italia      | Jannik Sinner    | 1        | 1              |
| Spagna      | Carlos Alcaraz   | 3        | 2              |
|             | Daniil Medvedev  | 5        | 3              |
|             | Andrej Rublëv    | 6        | 4              |
| Bulgaria    | Grigor Dimitrov  | 10       | 5              |
| Italia      | Lorenzo Musetti  | 19       | 6              |
|             | Karen Chačanov   | 23       | 7              |
| Kazakistan  | Aleksandr Bublik | 27       | 8              |

* Ranking al 16 settembre 2024.

### Altri partecipanti
I seguenti giocatori hanno ricevuto una wildcard per il tabellone principale:
- Bu Yunchaokete
- Stan Wawrinka
- Zhou Yi

Il seguente giocatore è entrato in tabellone come special exempt:
- Shang Juncheng

Il seguente giocatore è entrato in tabellone con il ranking protetto:
- Pablo Carreño Busta

I seguenti giocatori sono passati dalle qualificazioni:

- Zizou Bergs
- Pavel Kotov
- Roberto Bautista Agut
- Jakub Menšík

I seguenti giocatori sono entrati in tabellone come lucky loser:
- Roberto Carballés Baena
- Roman Safiullin
- Arthur Rinderknech

### Ritiri
Prima del torneo
- Grigor Dimitrov → sostituito da  Arthur Rinderknech
- Cameron Norrie → sostituito da  Roberto Carballés Baena
- Jan-Lennard Struff → sostituito da  Roman Safiullin
- Alexander Zverev → sostituito da  Miomir Kecmanović

## Partecipanti doppio ATP

### Teste di serie
| Nazionalità | Giocatore        | Nazionalità   | Giocatore        | Ranking* | Teste di serie |
| ----------- | ---------------- | ------------- | ---------------- | -------- | -------------- |
| Italia      | Simone Bolelli   | Italia        | Andrea Vavassori | 21       | 1              |
| India       | Rohan Bopanna    | Croazia       | Ivan Dodig       | 31       | 2              |
| Finlandia   | Harri Heliövaara | Regno Unito   | Henry Patten     | 32       | 3              |
| Regno Unito | Neal Skupski     | Nuova Zelanda | Michael Venus    | 37       | 4              |

* Ranking al 16 settembre 2024.

### Altri partecipanti
Le seguenti coppie di giocatori hanno ricevuto una wildcard per il tabellone principale: 
- Bu Yunchaokete /  Stan Wawrinka
- Wang Aoran /  Zhou Yi

La seguente coppia di giocatori è entrata in tabellone con il ranking protetto:
- Roberto Carballés Baena /  Pablo Carreño Busta

La seguente coppia di giocatori è passata dalle qualificazioni:
- Jamie Murray /  John Peers

La seguente coppia di giocatori è entrata in tabellone come lucky loser:
- Gonzalo Escobar /  Diego Hidalgo

### Ritiri
Prima del torneo
- Marcel Granollers /  Pedro Martínez → sostituiti da  Aleksandr Bublik /  Pedro Martínez
- Kevin Krawietz /  Tim Pütz → sostituiti da  Gonzalo Escobar /  Diego Hidalgo

## Partecipanti singolare WTA

### Teste di serie
| Nazionalità   | Giocatrice               | Ranking* | Testa di serie |
| ------------- | ------------------------ | -------- | -------------- |
|               | Aryna Sabalenka          | 2        | 1              |
| Stati Uniti   | Jessica Pegula           | 3        | 2              |
| Italia        | Jasmine Paolini          | 5        | 3              |
| Stati Uniti   | Coco Gauff               | 6        | 4              |
| Cina          | Zheng Qinwen             | 7        | 5              |
| Stati Uniti   | Emma Navarro             | 8        | 6              |
| Rep. Ceca     | Barbora Krejčíková       | 10       | 7              |
| Lettonia      | Jeļena Ostapenko         | 13       | 8              |
|               | Dar'ja Kasatkina         | 11       | 9              |
|               | Anna Kalinskaja          | 14       | 10             |
|               | Ljudmila Samsonova       | 15       | 11             |
|               | Diana Šnajder            | 16       | 12             |
| Brasile       | Beatriz Haddad Maia      | 12       | 13             |
| Ucraina       | Marta Kostjuk            | 18       | 14             |
| Spagna        | Paula Badosa             | 19       | 15             |
| Croazia       | Donna Vekić              | 20       | 16             |
|               | Mirra Andreeva           | 22       | 17             |
| Stati Uniti   | Madison Keys             | 24       | 18             |
|               | Anastasija Pavljučenkova | 25       | 19             |
| Canada        | Leylah Fernandez         | 28       | 20             |
| Kazakistan    | Julija Putinceva         | 32       | 21             |
|               | Ekaterina Aleksandrova   | 33       | 22             |
| Polonia       | Magdalena Fręch          | 31       | 23             |
| Belgio        | Elise Mertens            | 29       | 24             |
| Ucraina       | Dajana Jastrems'ka       | 35       | 25             |
| Regno Unito   | Katie Boulter            | 34       | 26             |
| Rep. Ceca     | Kateřina Siniaková       | 37       | 27             |
|               | Anastasija Potapova      | 38       | 28             |
| Nuova Zelanda | Lulu Sun                 | 40       | 29             |
| Cina          | Yuan Yue                 | 41       | 30             |
| Polonia       | Magda Linette            | 45       | 31             |
|               | Veronika Kudermetova     | 39       | 32             |
| Stati Uniti   | Caroline Dolehide        | 98       | 33             |
| Stati Uniti   | Amanda Anisimova         | 43       | 34             |

* Le teste di serie sono basate sul ranking del 16 settembre 2024, il ranking è al 23 settembre 2024.

#### Altre partecipanti
Le seguenti giocatrici hanno ricevuto una wild card per il tabellone principale:
- Gao Xinyu
- Ma Yexin
- Ren Yufei
- Shi Han
- Wang Meiling
- Wei Sijia
- Yao Xinxin
- Zhang Shuai

La seguenti giocatrici sono entrate in tabellone con il ranking protetto:
- Irina-Camelia Begu
- Ajla Tomljanović
- Wang Qiang

Le seguenti giocatrici sono passate dalle qualificazioni:

- Hailey Baptiste
- Kimberly Birrell
- Zarina Dijas
- Dalma Gálfi
- Liang En-shuo
- Alycia Parks
- Arina Rodionova
- Elena-Gabriela Ruse
- Mananchaya Sawangkaew
- Sara Sorribes Tormo
- Rebecca Šramková
- Julija Starodubceva

Le seguenti giocatrici sono state ripescate in tabellone come lucky loser:
- Emina Bektas
- Jana Fett
- Mai Hontama
- Tamara Korpatsch
- Kamilla Rachimova

#### Ritiri
Prima del torneo
- ‡  Viktoryja Azaranka → sostituita da  Anna Bondár
- ‡  Marie Bouzková → sostituita da  Bernarda Pera
- †  Sorana Cîrstea → sostituita da  Lucia Bronzetti
- ‡  Danielle Collins → sostituita da  Ana Bogdan
- ‡  Caroline Garcia → sostituita da  Lesja Curenko
- ‡  Ons Jabeur → sostituita da  Martina Trevisan
- ‡  Linda Nosková → sostituita da  Harriet Dart
- §  Jeļena Ostapenko → sostituita da  Tamara Korpatsch
- §  Anastasija Pavljučenkova → sostituita da  Mai Hontama
- §  Bernarda Pera → sostituita da  Kamilla Rachimova
- ‡  Karolína Plíšková → sostituita da  Camila Osorio
- §  Emma Raducanu → sostituita da  Jana Fett
- ‡  Elena Rybakina → sostituita da  Naomi Ōsaka
- ‡  Maria Sakkarī → sostituita da  Laura Siegemund
- §  Sloane Stephens → sostituita da  Emina Bektas
- ‡  Elina Svitolina → sostituita da  Anna Blinkova
- ‡  Iga Świątek → sostituita da  Wang Qiang
- †  Markéta Vondroušová → sostituita da  Ėrika Andreeva
- ‡  Caroline Wozniacki → sostituita da  Wang Yafan
- †  Zhu Lin → sostituita da  Cristina Bucșa

‡ - non inclusa nella entry list

† - inclusa nella entry list

§ - ritirata dal tabellone principale

## Partecipanti doppio WTA

### Teste di serie
| Nazione       | Giocatrice               | Nazione       | Giocatrice           | Ranking* | Testa di serie |
| ------------- | ------------------------ | ------------- | -------------------- | -------- | -------------- |
| Canada        | Gabriela Dabrowski       | Nuova Zelanda | Erin Routliffe       | 6        | 1              |
| Rep. Ceca     | Kateřina Siniaková       | Stati Uniti   | Taylor Townsend      | 9        | 2              |
| Stati Uniti   | Caroline Dolehide        | Stati Uniti   | Desirae Krawczyk     | 21       | 3              |
| Stati Uniti   | Nicole Melichar-Martinez | Australia     | Ellen Perez          | 23       | 4              |
| Italia        | Sara Errani              | Italia        | Jasmine Paolini      | 29       | 5              |
| Belgio        | Elise Mertens            | Cina          | Zhang Shuai          | 35       | 6              |
| Taipei cinese | Chan Hao-ching           |               | Veronika Kudermetova | 44       | 7              |
| Paesi Bassi   | Demi Schuurs             | Brasile       | Luisa Stefani        | 46       | 8              |

* Ranking al 16 settembre 2024.

### Altre partecipanti
Le seguenti coppie di giocatrici hanno ricevuto una wild card per il tabellone principale:
- Tang Qianhui /  Yuan Yue
- Wang Xiyu /  Wang Yafan

La seguente coppia di giocatrici è subentrata in tabellone come alternate:
- Lulu Sun /  Moyuka Uchijima

#### Ritiri
Prima del torneo
- Katie Boulter /  Anna Kalinskaja → sostituite da  Lulu Sun /  Moyuka Uchijima

## Punti
| Evento              | V    | F   | SF  | QF  | 4T   | 3T   | 2T   | 1T | Q    | Q2   | Q1   |
| Singolare maschile  | 500  | 330 | 200 | 100 | N.D. | N.D. | 50*  | 0  | 25   | 13   | 0    |
| Doppio maschile     | 500  | 300 | 180 | 90* | N.D. | N.D. | N.D. | 0  | 45   | 25   | 0    |
| Singolare femminile | 1000 | 650 | 390 | 215 | 120  | 65   | 35*  | 10 | 30   | 20   | 2    |
| Doppio femminile    | 1000 | 650 | 390 | 215 | N.D. | N.D. | 120* | 10 | N.D. | N.D. | N.D. |

* I giocatori con un bye ricevono i punti del primo turno.

## Montepremi
| Torneo              | V           | F         | SF        | QF        | 4T        | 3T       | 2T       | 1T       | Q2       | Q1      |
| Singolare maschile  | 695 750 $   | 374 340 $ | 199 425 $ | 101 925 $ | N.D.      | N.D.     | 54 405 $ | 29 015 $ | 14 870 $ | 8 340 $ |
| Singolare femminile | 1 100 000 $ | 585 000 $ | 325 000 $ | 185 000 $ | 101 000 $ | 59 100 $ | 34 500 $ | 23 250 $ | 13 500 $ | 7 000 $ |
| Doppio maschile*    | 228 510 $   | 121 870 $ | 61 660 $  | 30 830 $  | N.D.      | N.D.     | N.D.     | 15 960 $ | N.D.     | N.D.    |
| Doppio femminile*   | 447 300 $   | 236 800 $ | 127 170 $ | 63 600 $  | N.D.      | N.D.     | 34 100 $ | 18 640 $ | N.D.     | N.D.    |

* per team

## Campioni

### Singolare maschile
Carlos Alcaraz ha sconfitto in finale  Jannik Sinner con il punteggio di 6(6)–7, 6–4, 7–6(3).
- È il sedicesimo titolo in carriera per Alcaraz, il quarto in stagione.

### Singolare femminile
Coco Gauff ha sconfitto in finale  Karolína Muchová con il punteggio di 6–1, 6–3.
- É l'ottavo titolo in carriera per Gauff, il secondo della stagione.

### Doppio maschile
Simone Bolelli /  Andrea Vavassori hanno sconfitto in finale  Harri Heliövaara /  Henry Patten con il punteggio di 4–6, 6–3, [10–5].

### Doppio femminile
Sara Errani /  Jasmine Paolini hanno sconfitto in finale  Chan Hao-ching /  Veronika Kudermetova con il punteggio di 6–4, 6–4.